# مونتاغو باي
مونتاغو باي (بالإنجليزية: Montagu Bay) هي ضاحية سكنية تقع في مدينة هوبارت بولاية تسمانيا، أستراليا. تتبع إداريًا لبلدية مدينة كلارنس، وتقع على الضفة الشرقية من نهر ديروينت، على بُعد حوالي 4 كيلومترات من وسط مدينة هوبارت. تُعد واحدة من أوائل المناطق التي استوطنها المستوطنون الأوروبيون على الضفة الشرقية للنهر في أوائل القرن التاسع عشر.

## الجغرافيا
تحيط بـمونتاغو باي عدة ضواحٍ أخرى مثل روسني وروز باي ولينديسفارني، وهي متمركزة حول خليج صغير يحمل نفس الاسم. كان يُعرف الخليج سابقًا باسم "خليج مصهر المعادن" (Smelting Works Bay) نظرًا لاستخداماته الصناعية في الماضي. يُعد الخليج اليوم موقعًا هادئًا يضم رصيفًا ومنحدرًا للقوارب، وتُرى فيه بانتظام يخوت وسفن صغيرة راسية، مما يجعله مقصدًا لمحبي الإبحار والأنشطة البحرية.

## التاريخ
تعود تسمية مونتاغو باي إلى القاضي والمستشار القانوني السابق في مستعمرة فان ديمنز لاند، ألجرنون مونتاغو، الذي امتلك عقارًا في المنطقة يُعرف باسم "منزل روسني". يُعتقد أن هذا المنزل كان يقع في ما يُعرف اليوم بشارع بالاكا في روسني. تم توثيق اسم "مونتاغو هاوس" على خرائط بحرية تعود إلى عام 1863.
شهدت المنطقة نموًا بطيئًا خلال القرن التاسع عشر والنصف الأول من القرن العشرين، ولكنها بدأت في التوسع السريع بعد افتتاح جسر هوبارت في عام 1943، والذي ربط الضفة الشرقية بالمدينة. تم استبدال هذا الجسر بجسر تاسمان في عام 1964، الذي يمر عبر مونتاغو باي.

## المرافق والخدمات
تضم مونتاغو باي مدرسة ابتدائية تُعرف باسم "مدرسة مونتاغو باي الابتدائية"، بالإضافة إلى مركز كلارنس الرياضي ومسبح كلارنس المائي، الذي يُعد من أبرز المرافق الرياضية في المنطقة. كما يوجد مسار للدراجات الهوائية يمتد على طول الساحل الشرقي، مما يوفر مسارًا طبيعيًا للركض وركوب الدراجات.

## السكان
وفقًا لتعداد عام 2021، بلغ عدد سكان مونتاغو باي 718 نسمة. يُعتبر الحي منطقة سكنية هادئة، ويُفضلها العائلات والمهنيون والمتقاعدون نظرًا لقربها من المدينة وتوفر المرافق الأساسية.